# Meus Prêmios Nick 2019
O Meus Prêmios Nick 2019  foi a 20ª edição da premiação Meus Prêmios Nick, que aconteceu em 16 de outubro de 2019 no Citibank Hall, em São Paulo, e foi transmitido no dia 19 de outubro de 2019, pelo canal Nickelodeon.

## Apresentações
| Artista    | Canção                                                                                     |
| ---------- | ------------------------------------------------------------------------------------------ |
| Now United | "Who Would Think That Love?"                                                               |
| Melim      | "Gelo" Ouvi Dizer" Meu Abrigo"                                                             |
| Club 57    | "Não Tenho Tempo a Perder" "Ladrona" "Tan Sola" "Algo Bueno Va a Pasar" "Canta y No Pares" |

## Vencedores e indicados
Os vencedores estão destacados em negrito.
| Artista de TV Feminina | Artista de TV Masculino                                                                                    |
| --- | --- |
| - Marina Ruy Barbosa - Isabela Souza - Maia Reficco - Maisa Silva                                                                                        | - João Guilherme - André Lamoglia - Léo Cidade - Rafael Vitti                                              |
| Artista Musical Favorito | Artista Internacional Favorito                                                                             |
| - Anitta - Luan Santana - Melim - Pabllo Vittar | - BTS - Ariana Grande - Blackpink - Now United                                                             |
| Canal de YouTube Favorito | Gamer do Ano                                                                                               |
| - Você Sabia? - Bibi Tatto - Irmãos Neto - RezendeEvil                                                                                                   | - Malena - Flakes Power - Haru - TazerCraft                                                                |
| Fandom do Ano | Hit Nacional Favorito                                                                                      |
| - Uniters (Now United) - Anitters (Anitta) - BTS Army (BTS) - Luanetes (Luan Santana)                                                                    | - "Facilita'" — Kevinho - "Brisa" — Iza - "Juntos" — Paula Fernandes e Luan Santana - "Ouvi Dizer" — Melim |
| Hit Internacional Favorito | Inspiração do Ano                                                                                          |
| - "Boy with Luv" — BTS e Halsey - "Never Really Over" — Katy Perry - "Señorita" — Shawn Mendes e Camila Cabello - "Shallow" — Lady Gaga e Bradley Cooper | - Luisa Mell - Maisa - Marta - Whindersson Nunes                                                           |
| Instagram do Ano | Revelação do Ano                                                                                           |
| - Lorena Queiroz - Larissa Manoela - Luara Fonseca - Maisa - Mel Maia                                                                                    | - Giulia Benite - Luluca - Pedro Miranda - Vitão                                                           |
| Style do Ano | Desenho Animado Favorito                                                                                   |
| - Renato Aragão - Klara Castanho - Luis Mariz - Pabllo Vittar                                                                                            | - Bob Esponja - Miraculous: As Aventuras de Ladybug - O Incrível Mundo de Gumball - The Loud House         |
| Programa de TV Favorito | Programa da Nick Favorito                                                                                  |
| - Programa da Maisa - Bia - MasterChef Brasil - The Voice Kids                                                                                           | - Kally's Mashup - Bob Esponja - Henry Danger - The Thundermans                                            |
| Filme do Ano | |
| - Turma da Mônica: Laços - Homem-Aranha: Longe de Casa - O Rei Leão - Vingadores: Ultimato                                                               | |
| Categorias especiais — 20 anos de Meus Prêmios Nick | |
| Melhor Apresentador | Melhor Show                                                                                                |
| - Larissa Manoela (2017) - Christian Figueiredo (2016) - Fabio Porchat (2015) - Maisa (2018)                                                             | - Anitta (2015) - Luan Santana (2018) - Big Time Rush (2012) - Kally's Mashup (2018)                       |
| Slime Épico | |
| - Elenco de Isa TKM (2009) - Jerry Trainor (2013) - MariMoon e Larissa Manoela (2013) - Maisa e Matheus e Kauan (2018)                                   | |